# شارلوت لونغ
شارلوت لونغ (بالإنجليزية: Charlotte Long)‏ هي ممثلة بريطانية، ولدت في 9 أكتوبر 1965 في Devizes ‏ في المملكة المتحدة، وتوفيت في 6 أكتوبر 1984 في أكسفوردشير في المملكة المتحدة بسبب حادث مرور.

## وصلات خارجية
- شارلوت لونغ على موقع IMDb (الإنجليزية)
- شارلوت لونغ على موقع قاعدة بيانات الفيلم (الإنجليزية)